# ألدو فابريزى
ألدو فابريزى (بالإيطالية: Aldo Fabrizi) هو كاتب سيناريو ومخرج وممثل إيطالي، ولد في 1 نوفمبر 1905 في إيطاليا، وتوفي بنفس المكان في 2 أبريل 1990.

## أعمال

### أفلام
- (1945) روما - مدينة مفتوحة

## وصلات خارجية
- ألدو فابريزى على موقع IMDb (الإنجليزية)
- ألدو فابريزى على موقع الموسوعة البريطانية (الإنجليزية)
- ألدو فابريزى على موقع ألو سيني (الفرنسية)
- ألدو فابريزى على موقع ميوزك برينز (الإنجليزية)
- ألدو فابريزى على موقع أول موفي (الإنجليزية)
- ألدو فابريزى على موقع قاعدة بيانات برودواي على الإنترنت (الإنجليزية)
- ألدو فابريزى على موقع قاعدة بيانات الأفلام السويدية (السويدية)
- ألدو فابريزى على موقع ديسكوغز (الإنجليزية)
- ألدو فابريزى على موقع قاعدة بيانات الفيلم (الإنجليزية)
- ألدو فابريزى على موقع كينوبويسك (الروسية)